# Subjectieve verzoeningsleer

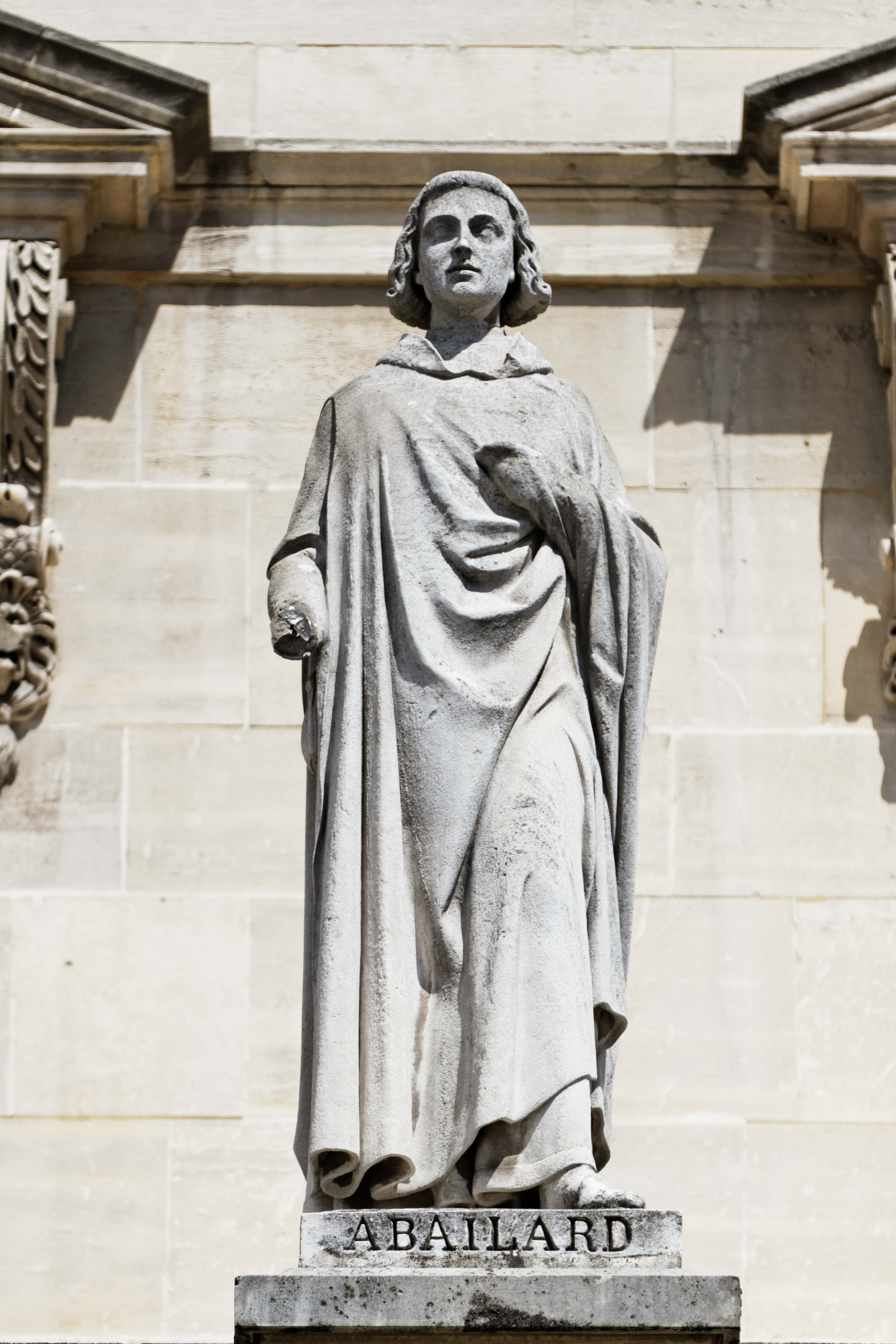
Petrus Abaelardus (1079-1142)

De subjectieve verzoeningsleer is een beschouwing van het verzoenings- en verlossingswerk van Christus, waarvan de strekking van dit werk allereerst iets doet met de mens. Dat wil zeggen dat het sterven van Jezus Christus iets losmaakt bij de mens waardoor deze zich geroepen voelt Christus na te volgen. Het kruis laat ons de liefde van God zien.

## Samenvatting
Omdat de subjectieve verzoeningsleer dus in de eerste plaats iets losmaakt bij de individuele mens (het subject) onderscheidt deze verzoeningsleer zich van de twee andere verzoeningstypen, de satisfactieleer (verzoening door voldoening), waar uit wordt gegaan van een aan God door Christus geleverde waardevolle prestatie en de klassieke verzoeningsleer van de vroege Kerk, waar God door Christus een overwinning behaald op het kwaad en de mensen die gevangenen zijn van dit kwaad (duivel, zonde, dood), waardoor er iets verandert aan de toestand van de wereld. Deze twee verzoeningstypen placht men objectief te noemen daar zij in de eerste plaats uitgaan van God zelf; Hij is het object. 

## Abaelardus en andere middeleeuwse vertegenwoordigers
De subjectieve verzoeningsleer wordt vaak in verband gebracht met het werk van de persoon van Petrus Abaelardus (1079-1149) en gezien als staande in scherp contrast met het werk van zijn tijdgenoot Anselmus van Canterbury (1033-1109), die wordt gezien als de grondlegger van de satisfactieleer. Abaelardus geloofde dat Christus de mens had verlost en verzoend en het passende antwoord van de mens hierop is het navolgen van Christus. Christus' leven in liefdevolle dienstbaarheid aan God de Vader moest Hij aan het kruis met de dood bekopen, maar werd vanwege zijn gehoorzaamheid en zondeloosheid op de derde dag door God uit de dood opgewekt. Zijn leven en sterven wekken bij de mens liefde op en hij zal derhalve zijn leven ten dienste van liefde stellen: "Onze verlossing is derhalve gelegen in die hoogste liefde, die door het lijden van Christus bij ons wordt gewekt, welke liefde niet alleen van de dienstbaarheid der zonde bevrijdt maar ons ook de ware vrijheid der kinderen Gods deelachtig maakt, zodat wij alles volbrengen minder uit vrees dan uit liefde voor Hem, die ons zó grote genade heeft aangebracht." Abaelardus is zeker niet de enige middeleeuwse vertegenwoordiger van de subjectieve verzoeningsleer. Korff noemt in zijn Christologie (1941, p. 87) ook de namen van Bernardus van Clairvaux, Franciscus van Assisi en Petrus Lombardus. Bij al deze middeleeuwse vertegenwoordigers van de subjectieve verzoeningsleer treffen we echter ook veel elementen aan die ontleend zijn aan de objectieve verzoeningstypen. Sporen van de subjectieve verzoeningsleer blijven echter niet beperkt tot de middeleeuwen, maar men treft hen ook al aan bij de kerkvaders, o.m. bij Augustinus van Hippo. Dit is niet verwonderlijk, omdat de kerkvaders van het begin af aan hebben geleerd dat geloven in verzoening zich ook in daden diende te vertolken.

## Vertegenwoordigers vanaf de zestiende eeuw
Faustus Socinus (1539-1604) en de naar hem genoemde socinianen stonden een subjectieve verzoeningsleer voor.
Sinds de Verlichting is de subjectieve verzoeningsleer een van de meest aangehangen verzoeningstypen. Friedrich Schleiermacher (1768-1834), een Duits theoloog, heeft als eerst een subjectieve verzoeningsleer uitgewerkt, waarbij hij uitgaat van een totaalindruk die Christus op ons maakt, waardoor wij de juiste gezindheid mogen ontvangen om Christus na te volgen. Schleiermacher wijst echter de gedachte af dat Jezus enkel een leraar en voorbeeld is: in Hem ontmoeten wij echt God. De Engelse (anglicaanse) theoloog Hastings Rashdall (1858-1924) betoogd in feite hetzelfde als Schleiermacher. Hedendaagse theologen die aanhangers van de subjectieve verzoeningsleer zijn, zijn de gereformeerde Nieuwtestamenticus William Barclay (1907-1978), de mennoniet en hoogleraar Ted Grimsrud (*1954), de anglicaanse emeritus hoogleraar Keith Ward (*1938) en de methodistische theoloog Stephen Finlan Een katholieke pleitbezorger van de subjectieve verzoeningsleer is de Amerikaans hoogleraar Robert J. Daly, SJ. De bekendste Nederlandse pleitbezorger van de subjectieve verzoeningsleer was dr. Herman Wiersinga (1927-2020).

## Bijbelteksten ter ondersteuning
Teksten uit de evangeliën, die deze visie mogelijk ondersteunen, zijn bijvoorbeeld: Mattheüs 17:5; Mattheüs 25:31-40; Marcus 10:17-22 en Johannes 8:12.

## Kritiek
Critici stellen dat het bij de subjectieve verzoeningsleer niet duidelijk is wat het kruis nu precies met de vergeving van zonden te maken heeft. Ook stelt men dat de zonde niet ernstig genoeg wordt genomen en dat God voldoening eist voor hetgeen Hem door de mensen onthouden wordt. Dit alles komt volgens critici te weinig aan bod bij de aanhangers van het subjectieve verzoeningstype. Gustaf Aulén (1879-1977) stelt dat de rol van God in het verzoeningsgebeuren tev eel op de achtergrond raakt.